# Mourning Beloveth
Mourning Beloveth jest irlandzkim death doom metalowym zespołem, który powstał w 1992 roku. Stylem przypomina takie zespoły jak Katatonia, My Dying Bride, Paradise Lost, czy Anathema. Ich piosenki są bardzo długie, a utwory cechuje: wolne tempo i prowadząca, melodyjna gitara. Wokal natomiast jest mieszanką harmonijnego i czystego męskiego głosu.

## Historia
Zespół Mourning Beloveth powstał w 1992 z inicjatywy Darrena Moore'a (wokal), Tima Johnsona (perkusja), Briana Delaneya (gitara basowa) i Franka Brennana (gitara). Dopiero w 1996 zespół nagrał swoje pierwsze, beztytułowe demo. Zawiera dwie piosenki, które wskazują styl Mourning Beloveth.
Po nagraniu tego dema do zespołu dołączył Adrian Butler, który zastąpił na gitarze basowej Delaneya, a ten z kolei wybrał gitarę akustyczną. Takie ustawienie doprowadziło do powstania w 1996 roku następnego dema, Autumnal Fires.

## Dyskografia

### Albumy studyjne
- Dust (2000)
- The Sullen Sulcus (2002)
- A Murderous Circus (2005)
- A Disease for the Ages (2008)
- Formless (2013)

### Dema
- Debut (1996)
- Autumnal Fires (1998)

### Splity
- Mourning Beloveth / Lunar Gate (2003)